# Ardaris eximia
Ardaris eximia är en fjärilsart som beskrevs av William Chapman Hewitson 1871. Ardaris eximia ingår i släktet Ardaris och familjen tjockhuvuden. Inga underarter finns listade i Catalogue of Life.

## Bildgalleri

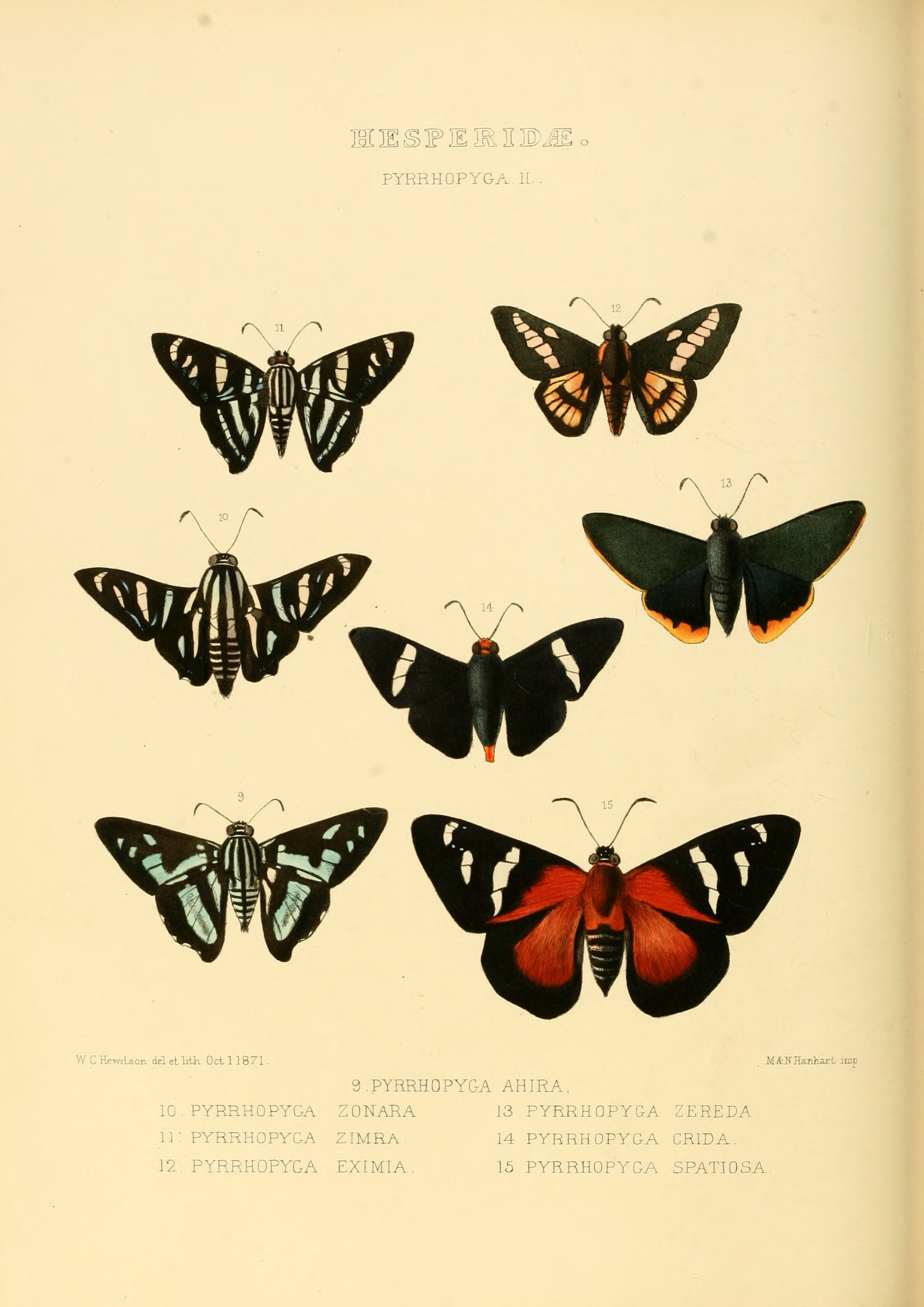